# (6291) Renzetti
(6291) Renzetti (1985 TM1) – planetoida z pasa głównego asteroid okrążająca Słońce w ciągu 3,91 lat w średniej odległości 2,48 j.a. Odkryta 15 października 1985 roku.